# كارلي لويد
كارلي آن هولينز (وُلدت باسم كارلي آن لويد؛ 16 يوليو 1982) هي لاعبة كرة قدم أمريكية معتزلة. تُعد من أبرز لاعبات المنتخب الأمريكي عبر تاريخه، إذ أحرزت ميداليتين ذهبيتين أولمبيتين (2008 و2012)، وبطولتي كأس العالم للسيدات (2015 و2019)، كما نالت جائزة أفضل لاعبة في العالم من الفيفا مرتين (2015 و2016). مثلت الولايات المتحدة في أربع دورات أولمبية (2008، 2012، 2016، و2021)، وسجّلت أهداف الفوز في نهائيي 2008 و2012 الأولمبيين. ساهمت في فوز الولايات المتحدة بكأس العالم 2015 و2019، والميدالية البرونزية في أولمبياد طوكيو 2020، كما شاركت في كأس العالم 2011 التي حلّت فيها الولايات المتحدة وصيفة. أعلنت اعتزالها الدولي عقب أولمبياد 2020، وخاضت أربع مباريات وداعية في عام 2021. ظهرت لويد في 316 مباراة دولية، لتصبح ثاني أكثر لاعبة تمثيلًا لمنتخب الولايات المتحدة، كما تحتل المركز الثالث في عدد الأهداف، والخامس في عدد التمريرات الحاسمة. وفي مارس 2021، صُنفت اللاعبة الأكثر أجرًا في العالم. لعبت آخر مباراة دولية لها في 26 أكتوبر 2021، قبل أن تعتزل كرة القدم نهائيًا بنهاية الموسم مع نادي نيويورك/نيوجيرسي غوثام.
أصبحت لويد أول لاعبة تسجّل "هاتريك" في نهائي كأس العالم للسيدات، وذلك خلال فوز الولايات المتحدة على اليابان بنتيجة 5–2 في نهائي نسخة 2015. كما باتت ثاني لاعب على الإطلاق —بعد الإنجليزي جيوف هورست— يسجّل ثلاثة أهداف في نهائي كأس عالم على مستوى المنتخب الأول. جاءت أهدافها الثلاثة في أول 16 دقيقة من اللقاء، بينها هدفان في الدقائق الخمس الأولى، بفارق ثلاث دقائق بينهما، في أداء تاريخي نال إشادة عالمية واسعة. تُوجت بجائزة الكرة الذهبية لأفضل لاعبة في البطولة، كما نالت الحذاء الفضي بعد أن حلّت ثانية في ترتيب الهدافات بتسجيلها ستة أهداف وتمريرة حاسمة بفارق دقائق اللعب عن اللاعبة الألمانية سيليا شاشيتش.
لعبت خلال مسيرتها في عدد من الأندية البارزة، من بينها شيكاغو ريد ستارز، وسكاي بلو (الذي أصبح لاحقًا معروف بإسم غوثام)، وأتلانتا بيت، ضمن دوري المحترفات (WPS). وفي عام 2013، انضمت إلى ويسترن نيويورك فلاش خلال الموسم الافتتاحي للدوري الوطني (NWSL)، وساهمت في فوز الفريق باللقب. انتقلت لاحقًا إلى نادي هيوستن داش قبيل موسم 2015، ثم عادت إلى سكاي بلو في موسم 2018. وفي سبتمبر 2016، أصدرت مذكراتها الشخصية تحت عنوان "عندما لم يكن أحد يراقب"، والتي تناولت فيها مسيرتها الرياضية وتجربتها الشخصية داخل وخارج الملعب.

## النشأة والحياة المبكرة
وُلدت كارلي لستيفن وباميلا لويد، ونشأت في بلدة ديلران الريفية بولاية نيوجيرسي، على بُعد نحو عشرين دقيقة شمال شرق فيلادلفيا. بدأت ممارسة كرة القدم في سن الخامسة، حيث شاركت في فرق مختلطة من الذكور والإناث. وقد علّقت والدتها باميلا على تلك المرحلة قائلة: "في ذلك العمر، كانت تلعب مع الأولاد. أحبت اللعبة منذ البداية، وأظهرت موهبة مبكرة، لكنها كانت أيضًا تعمل بجد كبير". تنتمي لويد إلى أسرة من ثلاثة أبناء، فلديها شقيق يُدعى ستيفن، وأخت تُدعى آشلي. وكان حضورها مباراة افتتاح المنتخب الأمريكي في كأس العالم للسيدات عام 1999 من اللحظات الملهمة التي عززت حلمها بتمثيل بلادها في المحافل الدولية.
تلقت تعليمها الثانوي في مدرسة ديلران بين عامي 1997 و2000، حيث لعبت تحت إشراف المدرب الراحل رودي "البارون الأحمر" كلوباتش. تميّزت بأسلوبها الراقي في التحكم بالكرة وقدرتها اللافتة على توزيع اللعب من منتصف الميدان. وفي عامها الأخير، أحرزت 26 هدفًا وقدمت ثماني تمريرات حاسمة، وساهمت في قيادة الفريق لتحقيق سجل بلغ 18 انتصارًا مقابل ثلاث هزائم. نالت جائزة أفضل لاعبة في مدارس البنات من صحيفة فيلادلفيا إنكواير لعامي 1999 و2000، كما أُدرج اسمها مرتين في الفريق الأول لصحيفة ستار-ليدجر على مستوى الولاية. وحصلت على تكريم باريد أول-أمريكان مرتين، واختيرت لاعبة العام لعام 2000 من قبل كوريير-بوست، ولاعبة وسط الموسم من رابطة مدربي كرة القدم في جنوب جيرسي (SJSCA).

### روتجرز سكارليت نايتس، 2001–2004
التحقت كارلي لويد بجامعة روتجرز بين عامي 2001 و2004، ومثّلت فريق سكارليت نايتس تحت إشراف المدرب غلين كروكس. كانت أول لاعبة في تاريخ الجامعة تُختار ضمن التشكيلة المثالية لمؤتمر بيغ إيست لأربع سنوات متتالية. أنهت مسيرتها الجامعية بصفتها الهدافة التاريخية للفريق، بعدما سجلت 50 هدفًا وحققت 117 نقطة، وهو أعلى رصيد في تاريخ البرنامج، إلى جانب تسجيل أكبر عدد من التسديدات.
بدأت لويد جميع المباريات منذ موسمها الأول وكانت هدافة الفريق برصيد 15 هدفًا و37 نقطة، ونالت جائزة "أفضل لاعبة جديدة" في بيغ إيست، لتصبح أول لاعبة من روتجرز تحقق هذا الإنجاز، كما اختيرت ضمن فريق "سوكر أمريكا" للناشئين. وفي عامها الثاني، تصدّرت ترتيب هدافات الفريق مجددًا بعدما سجلت 12 هدفًا وقدّمت سبع تمريرات حاسمة (31 نقطة)، كما كانت من بين المرشحين النهائيين لجائزة هيرمان، التي تُعد أرفع تكريم للاعبين في كرة القدم الجامعية الأمريكية.
أحرزت 13 هدفًا في موسمها الثالث وساهمت بتمريرتين حاسمتين، واختيرت ضمن قائمة "النجوم الأكاديميين" لمؤتمر بيغ إيست. أما في سنتها الأخيرة، فشاركت في 18 مباراة من أصل 20، وسجلت 10 أهداف وقدمت تمريرة حاسمة واحدة. وفي ختام مشوارها الجامعي، نالت لقب أفضل لاعبة وسط في مؤتمر بيغ إيست لعام 2004. وقد حصلت على درجة البكالوريوس في علوم التمارين والدراسات الرياضية من جامعة روتجرز.
أُدرج اسمها في "قاعة خريجي روتجرز الموقّرين" في عام 2013، ولا يزال تأثيرها حاضرًا بقوة في الحرم الجامعي، حيث تزيّن صورها ومُلصقاتها منشآت رودكين الرياضية، شاهدة على إرثها في الجامعة.

## مسيرتها الكروية

### تجربة الدوري النسائي (W-League)
خاضت لويد تجارب مبكرة في "الدوري النسائي التابع للرابطة المتحدة لكرة القدم" (USL W-League)، أحد أقدم الدوريات شبه الاحترافية في الولايات المتحدة. شاركت خلال سنوات دراستها الثانوية مع فرق سنترال جيرسي سبلاش عام 1999، نيو برونزويك باور عام 2000، وساوث جيرسي بانشيز عام 2001. لعبت في صيف 2004 ضمن صفوف نيو جيرسي وايلدكاتس، قبل دخول سنتها الأخيرة في جامعة روتجرز، إلى جانب مجموعة من اللاعبات البارزات مثل كيلي سميث، مانيا ماكوسكي، توبين هيث، وهيذر أورايلي. وعلى الرغم من أنها ظهرت في مباراة واحدة فقط، إلا أن التجربة أضافت بعدًا احترافيًا مبكرًا إلى مسيرتها المتصاعدة.

### دوري المحترفات (WPS، 2009–2011)
مع انطلاق دوري المحترفات (WPS) في الولايات المتحدة عام 2009، وعودة المنافسات الاحترافية للسيدات، أُسندت حقوق انضمام كارلي لويد إلى فريق شيكاغو ريد ستارز في عام 2008. خاضت مع الفريق 14 مباراة من أصل 16 في الموسم الافتتاحي، وبلغ مجموع دقائق مشاركاتها 1،313 دقيقة. أحرزت هدفين خلال الموسم: الأول في الدقيقة 23 من الفوز الكبير على بوسطن بريكرز 4–0 بتاريخ 25 أبريل، والثاني في الدقيقة 24 من الخسارة أمام لوس أنجلوس سول 1–3 يوم 2 أغسطس. أنهى ريد ستارز الموسم في المركز السادس، محققًا خمسة انتصارات مقابل عشر هزائم وخمسة تعادلات.
عقب نهاية الموسم، أصبحت لويد لاعبة حرة، ووقّعت في موسم 2010 مع نادي سكاي بلو (الذي أصبح يعرف لاحقًا بـ غوثام)، ممثل ولايتها نيوجيرسي وبطل نسخة 2009 من الدوري. لكنها تعرضت لإصابة مؤثرة في أبريل 2010 خلال مباراة ضد فريقها السابق شيكاغو، إذ انزلقت وتعرضت لكسر في الكاحل، ما أبعدها عن أغلب فترات الموسم. عادت إلى الملاعب في سبتمبر، وشاركت في مباراتين فقط قبل نهايته.
وقّعت لويد في ديسمبر 2010 مع فريق أتلانتا بيت، أحد الفرق المنضمة حديثًا إلى الدوري، استعدادًا لموسم 2011. وعند التوقيع، قال المدرب جيمس غالانيس: "كارلي لاعبة وسط متميزة، وشخصية منضبطة تمامًا داخل الملعب وخارجه. عرفتها منذ أيامها الجامعية، وسبق أن أشرفت على تطويرها فرديًا. ضحّت بالكثير في حياتها لتحقيق طموحاتها، وستضفي احترافية عالية على الفريق." سجلت لويد هدفين في عشر مباريات مع أتلانتا بيت. جاء هدفها الأول في الهزيمة أمام بوسطن بريكرز 1–4 بتاريخ 9 أبريل، بينما أحرزت هدفها الثاني في الدقيقة 70 من مباراة انتهت بالتعادل 2–2 ضد ويسترن نيويورك فلاش. أنهى أتلانتا موسمه الأول في المركز الأخير، برصيد فوز وحيد، مقابل 13 خسارة و4 تعادلات.

### ويسترن نيويورك فلاش (2013–2014)
انضمت لويد في 11 يناير 2013 إلى صفوف فريق ويسترن نيويورك فلاش ضمن آلية تخصيص اللاعبات في الدوري الوطني للسيدات (NWSL). وبعد تعافيها من إصابة في الكتف لحقت بها مطلع العام، سجّلت ظهورها الأول مع الفريق في 12 مايو 2013، خلال خسارة فلاش بنتيجة 2–1 أمام كانساس سيتي. أحرزت هدفها الأول مع الفريق في مواجهة ضد ناديها السابق سكاي بلو، مساهمة في انتصار فلاش بثلاثة أهداف دون رد. وواصلت تألقها في 28 يونيو، عندما سجلت هاتريك في شباك واشنطن سبيريت، قادت بها فريقها إلى فوز كبير بنتيجة 4–0. نال أداؤها في تلك المباراة إشادة واسعة، واختيرت أفضل لاعبة في الأسبوع ضمن جوائز الدوري.
أنهت لويد موسم 2013 بعشرة أهداف، لتحل ثالثًا في قائمة الهدافات. وحقق فلاش المركز الأول في جدول الترتيب خلال الموسم المنتظم، مسجّلًا عشرة انتصارات مقابل أربع هزائم وثماني تعادلات، وتأهل إلى الأدوار الإقصائية. لعبت لويد في نصف النهائي أمام سكاي بلو دور البطولة بتسجيلها هدفي اللقاء: الأول في الدقيقة 33، والثاني في الوقت المحتسب بدل الضائع، لتقود فلاش إلى الفوز 2–0 والتأهل إلى النهائي. غير أن الفريق خسر المباراة النهائية أمام بورتلاند ثورنز بهدفين دون مقابل.

### هيوستن داش (2015–2017)

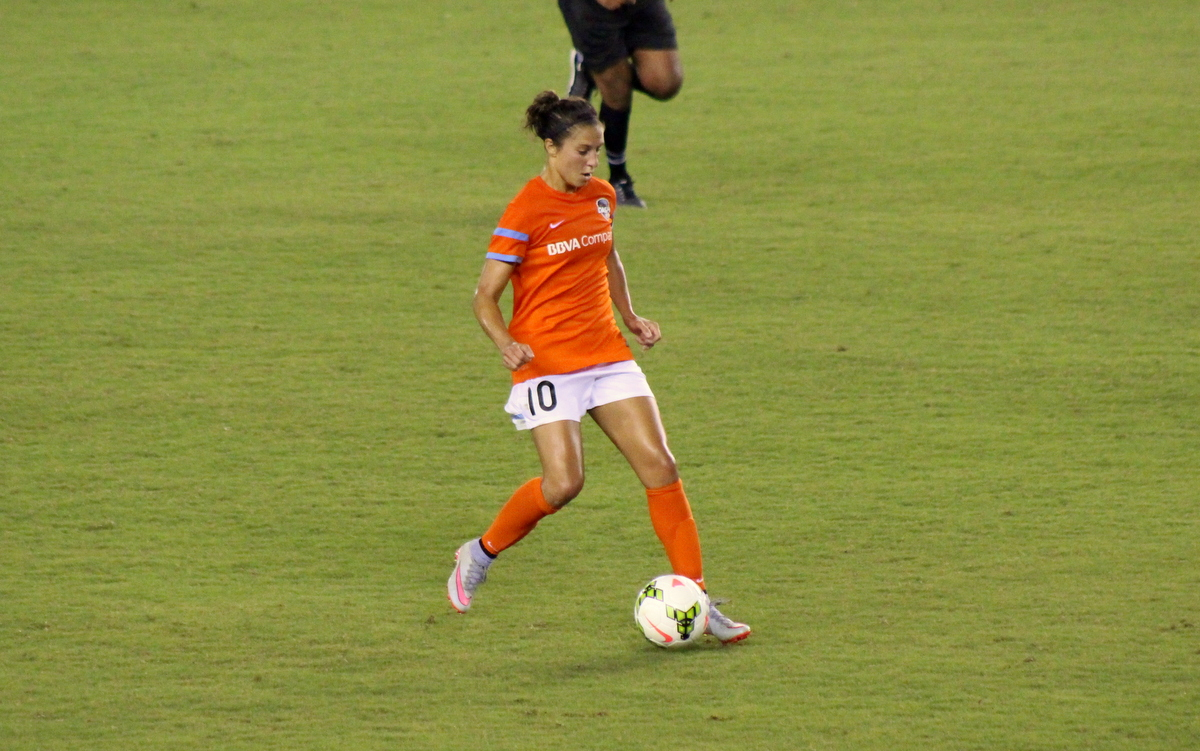
لويد تلعب لهيوستن داش في سبتمبر 2015.

انتقلت لويد في 16 أكتوبر 2014 إلى نادي هيوستن داش ضمن صفقة تبادلية شملت بيكي إدواردز، ويتني إنجن، واختيار الجولة الثالثة من مسودة الكليات للدوري الوطني لعام 2016.

#### مانشستر سيتي (إعارة 2017)
انضمت كارلي لويد في فبراير 2017 إلى مانشستر سيتي على سبيل الإعارة للمشاركة في سلسلة ربيع الدوري الإنجليزي الممتاز للسيدات. وخلال فترتها القصيرة مع الفريق، ساهمت في قيادته لاحتلال المركز الثاني في السلسلة، والتتويج بكأس الاتحاد الإنجليزي لموسم 2016–17. دوّنت اسمها في سجل النهائي بتسجيلها أحد أهداف اللقاء. جاءت مشاركتها الأخيرة مع سيتي في 21 مايو، حيث طُردت من المباراة إثر توجيهها ضربة بالمرفق إلى وجه لاعبة يوفيل تاون، آني هيثرستون. امتدّ الإيقاف الذي فُرض عليها لثلاث مباريات بسبب السلوك العنيف حتى نهاية فترة إعارتها.

### سكاي بلو / نيويورك/نيوجيرسي غوثام (2018–2021)
انتقلت لويد في 18 يناير 2018 إلى نادي سكاي بلو (الذي أصبح لاحقًا يُعرف باسم نيوجيرسي/نيويورك غوثام)، ضمن صفقة ثلاثية ضمّت أيضًا جانين بيكي، وشملت ناديي شيكاغو ريد ستارز وهيوستن داش. خلال موسمها الأول مع سكاي بلو، خاضت لويد 18 مباراة سجلت خلالها أربعة أهداف، من بينها هدف الفوز الوحيد في مباراة انتهت بنتيجة 1–0 على أورلاندو برايد في اليوم الختامي لموسم الدوري الوطني 2018. وقد كان ذلك الانتصار الأول والوحيد للفريق طوال الموسم. تقديرًا لعطائها، اختيرت لويد ضمن التشكيلة الثانية المثالية للدوري في ذلك العام.

## مسيرتها الدولية

### المنتخب الوطني للشابات
مثّلت لويد منتخب الولايات المتحدة تحت 21 عامًا قبل انضمامها إلى صفوف المنتخب الأول في سن الثالثة والعشرين. وخلال مسيرتها مع منتخب الفئات السنية، شاركت في بطولة "كأس الشمال" (Nordic Cup) في أربع نسخ متتالية بين عامي 2002 و2005، وأسهمت في تتويج المنتخب الأمريكي بلقب البطولة في كل من فنلندا، الدنمارك، آيسلندا، والسويد على التوالي. تألقت في نسخة 2003 بتمريرتها الحاسمة التي قادت المنتخب إلى الفوز على الدنمارك بهدف نظيف في الجولة الافتتاحية. وفي نسخة 2004، سجّلت هدفين وقدّمت تمريرة حاسمة، وشاركت في جميع المباريات أساسية. أما في نسخة 2005، فقد أحرزت ثلاثة أهداف، بينها هدف في المباراة النهائية أمام النرويج، لتواصل مساهمتها الحاسمة في هيمنة المنتخب الأمريكي على البطولة.

### المنتخب الوطني الأول

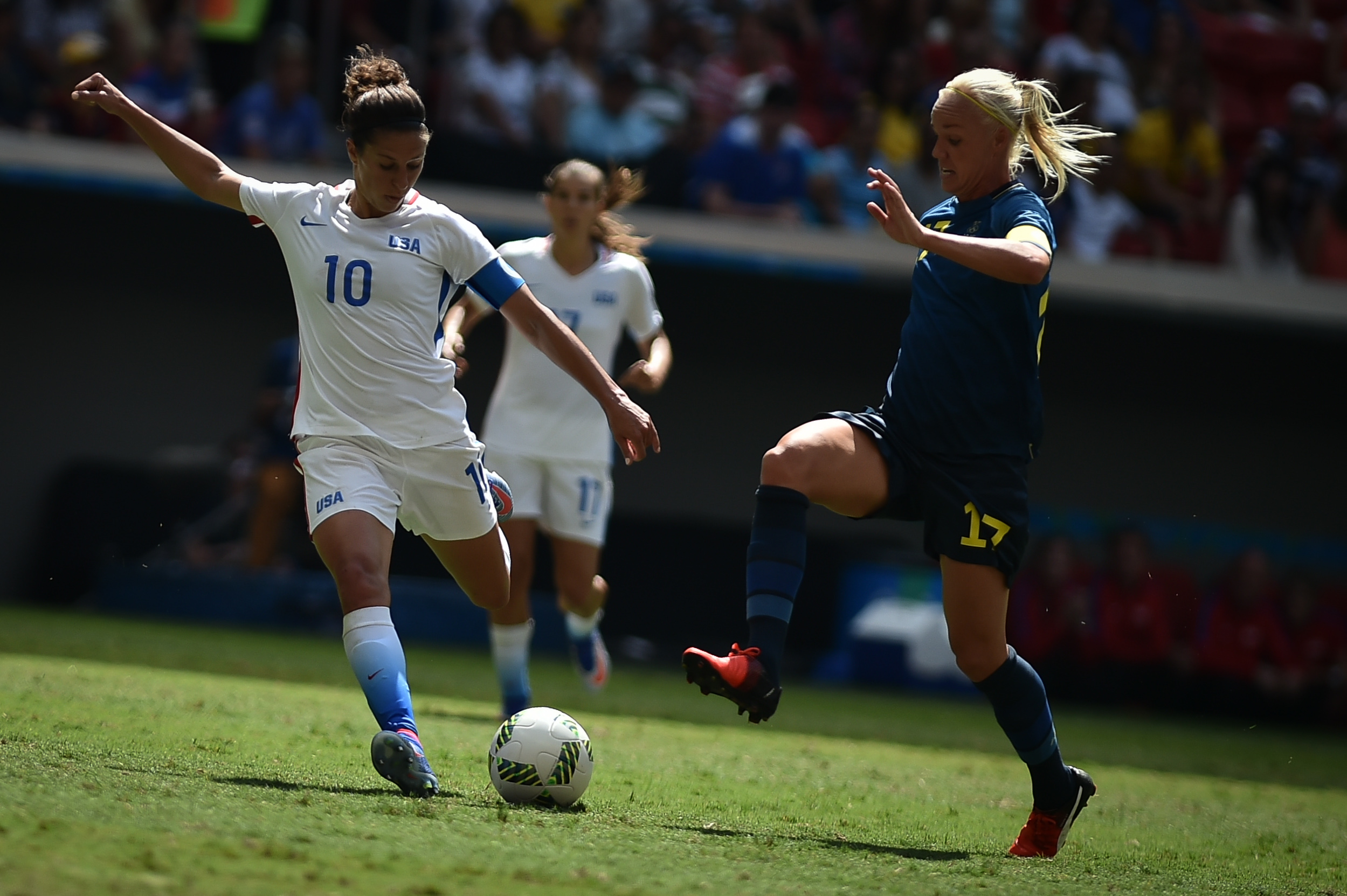
لويد خلال مباراة ضد السويد في دورة الألعاب الأولمبية الصيفية 2016 في البرازيل، أغسطس 2016

سجّلت لويد ظهورها الأول مع منتخب الولايات المتحدة في 10 يوليو 2005 خلال مواجهة ودية أمام أوكرانيا. وأحرزت أول أهدافها الدولية في 1 أكتوبر 2006 خلال لقاء ضد تايوان. شاركت في بطولة الأمم الأربع لعام 2006، وكانت هذه ثالث تجربة دولية لها. وخلال كأس الغارف في العام ذاته، خاضت أولى مبارياتها في التشكيلة الأساسية، وذلك في لقاء دور المجموعات أمام الدنمارك، ثم في النهائي أمام ألمانيا. أنهت العام بخوض 19 مباراة، بدأت 13 منها، وسجّلت هدفًا واحدًا.

### كأس العالم 2007
انفجرت موهبة لويد التهديفية في كأس الغارف 2007، إذ سجّلت أربعة أهداف بعد أن اكتفت بهدفٍ وحيد في أول 24 مباراة دولية لها. أنهت البطولة متصدرة قائمة الهدافات، وتُوّجت بجائزة أفضل لاعبة. كما أحرزت أول ثنائية دولية لها في الفوز الكاسح على نيوزيلندا بنتيجة 6–1.
شاركت في أول كأس عالم في مسيرتها في العام ذاته، والذي أُقيم في الصين، وسط توقعات عالية بحكم سجل المنتخب الأمريكي الخالي من الهزائم في الوقت الأصلي على مدى ثلاث سنوات. استهلّت الولايات المتحدة مشوارها بتعادلٍ 2–2 أمام كوريا الشمالية، ثم فازت على السويد بهدفين من آبي وامباك، قبل أن تختتم دور المجموعات بانتصارٍ صعب على نيجيريا بهدف دون رد.
قدّم الفريق أداءً لافتًا في ربع النهائي أمام إنجلترا، محرزًا ثلاثة أهداف خلال 12 دقيقة فقط ليحسم اللقاء 3–0. غير أن نصف النهائي شهد قرارًا مفاجئًا غيّر مجرى البطولة، حين استبعد المدرب غريغ رايان الحارسة الأساسية هوب سولو، مفضلًا عليها المخضرمة بريانا سكوري التي غابت طويلًا عن التشكيلة الأساسية. جاءت النتيجة قاسية، إذ خسرت الولايات المتحدة 4–0 أمام البرازيل في واحدة من أكبر هزائمها في البطولات الكبرى. ومع ذلك، استعاد الفريق توازنه في مباراة تحديد المركز الثالث، متفوقًا على النرويج 4–1.
بدأت لويد ثلاث مباريات من أصل خمس خلال البطولة، وأكملت عام 2007 بـ13 مباراة أساسية من أصل 23 خاضتها، وحلت ثالثًا في قائمة هدّافات الفريق برصيد تسعة أهداف وثلاث تمريرات حاسمة.

### أولمبياد بكين 2008
سجّلت لويد هدف التعادل للمنتخب الأمريكي في الوقت بدل الضائع عبر ركلة حرة متقنة في نهائي بطولة تصفيات الأولمبياد لاتحاد الكونكاكاف، ليحتكم الفريقان إلى ركلات الترجيح التي انتهت بفوز الولايات المتحدة بنتيجة 6–5 على حساب كندا. وفي دورة الألعاب الأولمبية لعام 2008 في بكين، واصلت لويد تألقها، حيث أحرزت هدف الفوز أمام اليابان في دور المجموعات، ثم كرّست بطولتها بهدف حاسم في الوقت الإضافي من المباراة النهائية أمام البرازيل، مانحة الولايات المتحدة الميدالية الذهبية.
تُوّجت إنجازاتها الفردية والجماعية في ذلك العام بنيلها جائزة "رياضية العام 2008" من الاتحاد الأمريكي لكرة القدم، إلى جانب الحارس تيم هوارد. حافظت لويد وخلال عام 2008 على حضورها الثابت في التشكيلة الأساسية للمنتخب، إذ بدأت في جميع المباريات الـ35 التي خاضتها الولايات المتحدة، متصدّرة الفريق من حيث عدد المباريات الأساسية، وبلغ مجموع دقائق لعبها 2،781 دقيقة، ما جعلها ثالث أكثر اللاعبات مشاركة زمنية في العام. واختُتم عامها بتسعة أهداف وتسع تمريرات حاسمة، وهو أعلى رصيد هجومي تحققه في موسم دولي حتى تلك المرحلة.

### التعافي من الإصابة، المشاركة رقم 100، وتصفيات كأس العالم، 2009-2010
خاض منتخب الولايات المتحدة عام 2009 ثماني مباريات، شاركت لويد أساسيّة في خمس منها. وفي كأس الغارف 2010، سجّلت هدف الافتتاح في المباراة النهائية، مساهمةً في فوز المنتخب الأمريكي 3-2 على ألمانيا وتتويجه باللقب.
عادت لتخوض 15 مباراة دولية ذلك العام رغم إصابتها بكسر في الكاحل خلال مشاركتها مع نادي سكاي بلو في رابع مباريات موسم 2010 من دوري المحترفات، بدأت 14 منها. شاركت لويد في جميع مباريات تصفيات كأس العالم  2010 عن منطقة الكونكاكاف، وسجّلت هدفين، وقدّمت خمس تمريرات حاسمة، واختيرت أفضل لاعبة في المباراة في ثلاث مناسبات. وبعد أن اكتفى المنتخب بالمركز الثالث، اضطر لخوض الملحق القاري ضد إيطاليا للتأهل إلى كأس العالم 2011. شاركت لويد في كامل دقائق مباراتي الذهاب والإياب، وحقّقت مشاركتها الدولية رقم 100 خلال المباراة الثانية.

### كأس العالم 2011

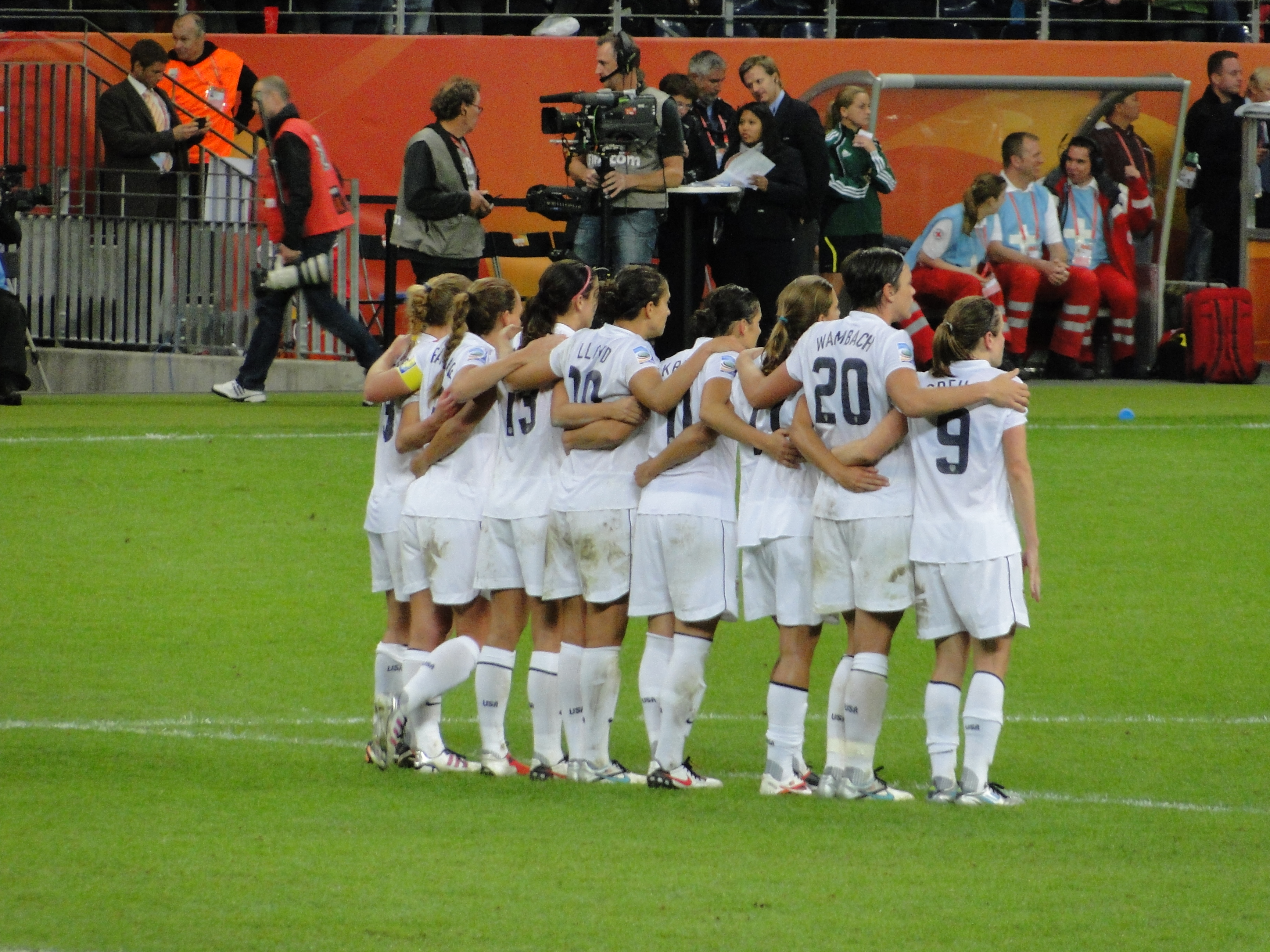
تستعد لويد (الرابعة من اليسار) لركلات الجزاء مع زميلاتها في الفريق في بطولة كأس العالم 2011.

استهل المنتخب الأمريكي استعداداته لكأس العالم 2011 بالمشاركة في بطولة الأمم الأربع مطلع العام، حيث سجلت لويد الهدف الوحيد لفريقها في الخسارة الافتتاحية أمام السويد. وفي المباراة النهائية، قادت لويد المنتخب إلى الفوز على الصين بهدفين دون رد، محرزةً الهدف الأول، ونالت جائزة أفضل لاعبة في المباراة.
واصلت لويد تألقها في كأس الغارف 2011، وأحرزت ثلاثة أهداف، كان أحدهم – وهو هدف الافتتاح في المباراة النهائية – قد اختير أفضل هدف في البطولة. نالت جائزة أفضل لاعبة في المباراة للمرة الثانية خلال البطولة، وأسهمت في تتويج الولايات المتحدة بلقبها الثامن في هذه المنافسة.
دوّنت لويد أول أهدافها في نهائيات كأس العالم خلال مشاركتها في كأس العالم 2011، وكان الهدف الثالث في الفوز 3–0 على كولومبيا. وعلى امتداد البطولة، سجلت هدفًا، وقدمت تمريرة حاسمة، ونجحت في تنفيذ ركلة جزاء حاسمة خلال ركلات الترجيح أمام البرازيل ساعدت في تأهل المنتخب إلى نصف النهائي ضد فرنسا. وفي المباراة النهائية أمام اليابان، وبعد انتهاء الوقتين الأصلي والإضافي بالتعادل 2–2، احتكم الفريقان إلى ركلات الترجيح، حيث أهدرت لويد – إلى جانب زميلتين – ركلتها بعد أن علت تسديدتها العارضة. أنهت الولايات المتحدة البطولة وصيفةً.

### أولمبياد لندن 2012

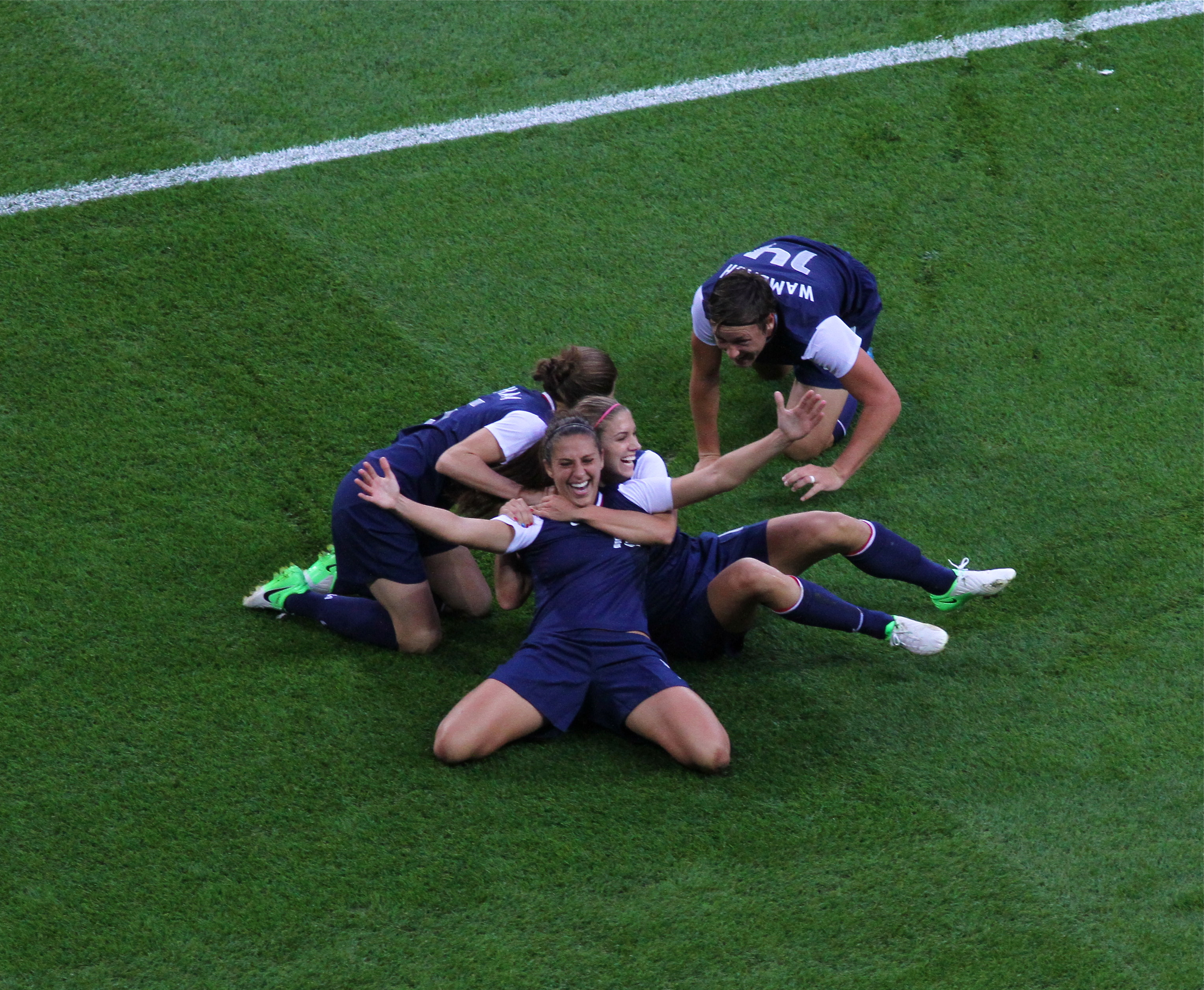
تحتفل كارلي لويد في دورة الألعاب الأولمبية الصيفية 2012 بعد تسجيلها هدفًا.

بدأ المنتخب الأمريكي عام 2012 مشواره في تصفيات أولمبياد لندن بمدينة فانكوفر، كولومبيا البريطانية، كندا. وُضِعت الولايات المتحدة ضمن المجموعة الثانية إلى جانب كلٍّ من جمهورية الدومينيكان، غواتيمالا، والمكسيك. أمطرت الولايات المتحدة شباك الدومينيكان بأربعة عشر هدفًا دون رد في المباراة الافتتاحية، وسجّلت كارلي لويد هدفًا وقدّمت تمريرة حاسمة. وفي اللقاء الثاني، واصلت الولايات المتحدة هيمنتها، لتتغلّب على غواتيمالا بثلاثة عشر هدفًا دون مقابل، وسجّلت لويد مجددًا هدفًا وصنعت آخر.
في مباراة حسم صدارة المجموعة أمام المكسيك، الخصم الذي سبق له أن هزم الولايات المتحدة في كأس الكونكاكاف الذهبية عام 2010 بنتيجة 2–1، ردّت الولايات المتحدة الدين برباعية نظيفة. تألّقت لويد في تلك المواجهة وسجّلت أول هاتريك في مسيرتها الدولية، مما منحها جائزة أفضل لاعبة في المباراة.

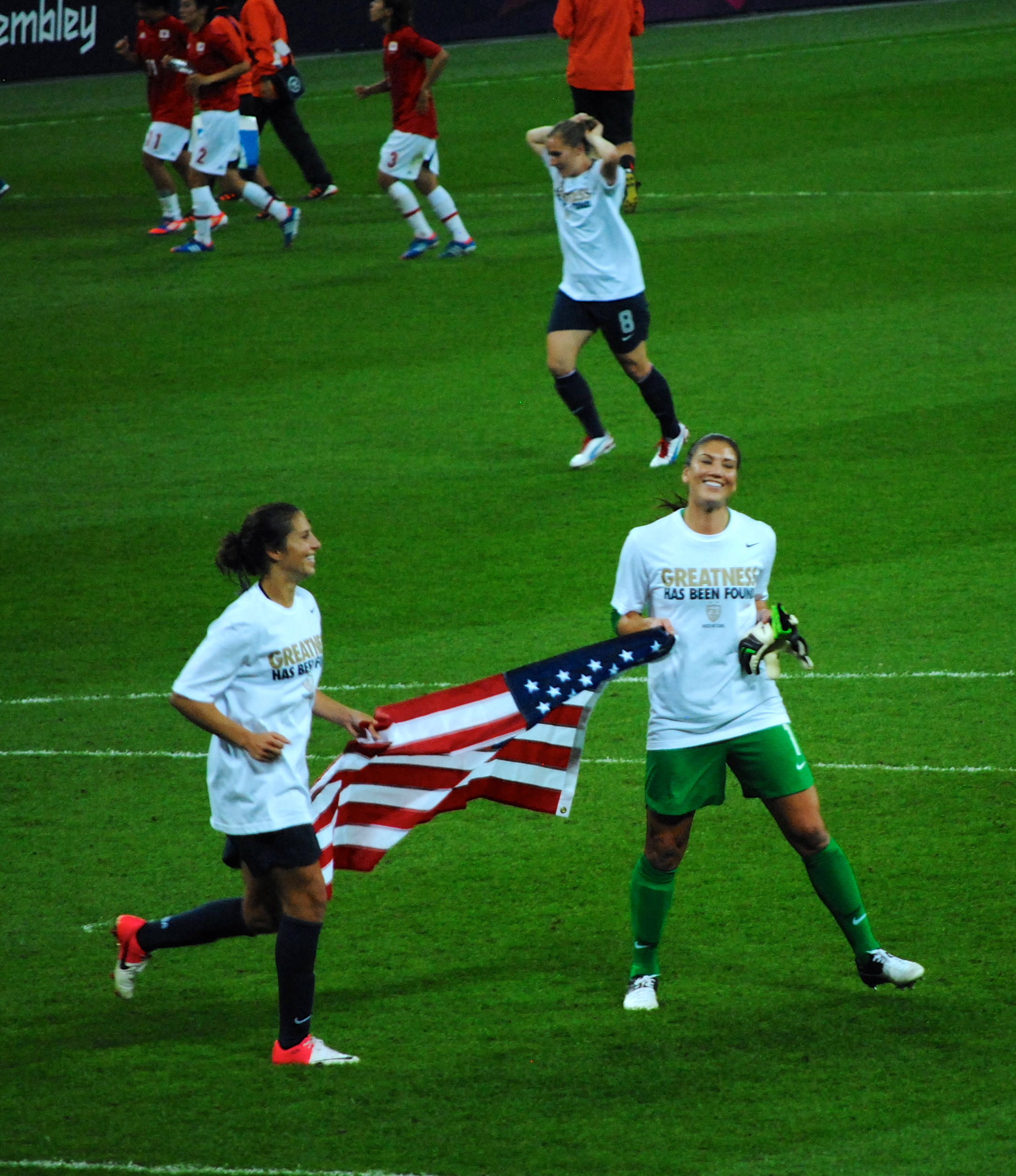
لويد وزميلتها في الفريق هوب سولو بعد نهائي دورة الألعاب الأولمبية الصيفية 2012

بلغ المنتخب الأمريكي نصف النهائي حيث واجه نظيره الكوستاريكي. وفي الشوط الثاني من اللقاء، أحرزت الولايات المتحدة هدفين، كان ثانيهما بتوقيع لويد. انتهت المباراة بنتيجة 3–0، وتُوجت لويد بجائزة أفضل لاعبة في المباراة للمرة الثانية تواليًا. وفي النهائي أمام كندا المضيفة، فازت الولايات المتحدة بأربعة أهداف دون رد، منتزعة لقب البطولة والتأهل إلى أولمبياد لندن. أنهت لويد التصفيات برصيد ستة أهداف وثلاث تمريرات حاسمة، لتتساوى في صدارة الهدّافات داخل الفريق.
واجه الفريق نظيره الفرنسي في لقاءٍ مثير في أولى مباريات المنتخب الأمريكي في أولمبياد لندن 2012. وبعدما تأخرت الولايات المتحدة بهدفين مبكّرين، عاد الفريق بقوة ليعادل النتيجة. وفي الدقيقة 56، سجّلت لويد هدف التقدُّم، مانحةً فريقها التفوق بنتيجة 3–2. اختُتمت المباراة بفوز أمريكي بنتيجة 4–2. وفي لقاءٍ لاحق ضمن مرحلة المجموعات، أضافت لويد هدفها الثاني في البطولة خلال مواجهة كولومبيا.
تألّقت لويد مجددًا في المشهد الختامي للبطولة وسجّلت هدفي الولايات المتحدة في الفوز 2–1 على اليابان في المباراة النهائية، التي أقيمت على أرضية ملعب ويمبلي في لندن. بهذه الثنائية، أنهت البطولة بأربعة أهداف، لتحلّ ثانية في قائمة هدّافات المنتخب الأمريكي. كما أصبحت أول لاعبة – من كلا الجنسين – في تاريخ كرة القدم تسجل هدف الفوز في مباراتين نهائيتين متتاليتين للميدالية الذهبية الأولمبية؛ الأولى في بكين 2008 أمام البرازيل.
حطّمت لويد رقم جولي فودي في أكتوبر من عام 2013، عندما أحرزت هدفها الدولي السادس والأربعين في الدقيقة الثالثة عشرة من مباراة ودية ضد نيوزيلندا، لتصبح بذلك أكثر لاعبة وسط تسجيلًا للأهداف في تاريخ المنتخب الوطني، متجاوزة فودي التي أنهت مسيرتها بـ 45 هدفًا.[بحاجة لمصدر غير أولي]

### كأس العالم 2015

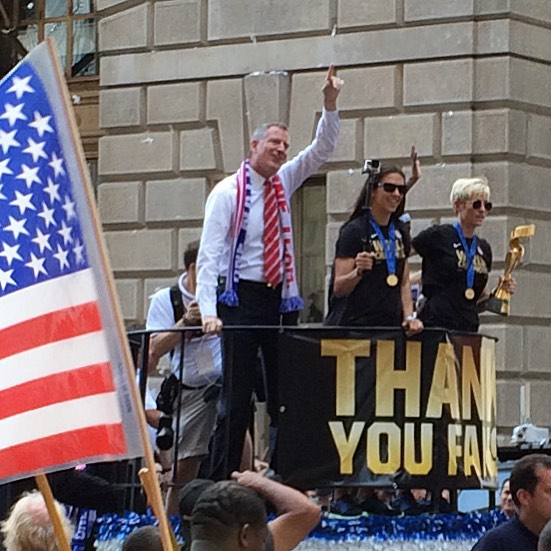
لويد تحتفل بفوز الفريق بكأس العالم للسيدات 2015 في موكب الشريط الورقي في مدينة نيويورك، يوليو 2015

اختارت المدربة جيل إليس لويد في أبريل 2015 ضمن القائمة النهائية المكوّنة من 23 لاعبة لتمثيل الولايات المتحدة في نهائيات كأس العالم 2015 في كندا. تولّت لويد شارة القيادة في أربع مباريات، من بينها مواجهة ربع النهائي أمام الصين، حيث سجّلت هدف الفوز في مباراتها الدولية رقم 200، ونصف النهائي ضد ألمانيا، ثم النهائي الحاسم أمام اليابان. سجّلت ستة أهداف خلال مجريات البطولة، منهية مشاركتها بسلسلة تهديفية امتدّت عبر الأدوار الإقصائية، وبلغت ذروتها بثلاثية في أول 16 دقيقة من النهائي أمام اليابان. وصفت وكالة رويترز هدفها الثالث في تلك المباراة بأنه "أحد أكثر الأهداف تفرّدًا في تاريخ كأس العالم للسيدات"، إذ باغتت حارسة المرمى اليابانية أيومي كايهوري بتسديدة بعيدة المدى انطلقت من ما يقارب منتصف الملعب.
نالت لويد الكرة الذهبية لأفضل لاعبة في البطولة بفضل إسهامها القيادي في تتويج المنتخب الأمريكي بلقبه الثالث في كأس العالم والأول منذ عام 1999. وعلى الرغم من تعادلها في عدد الأهداف مع الألمانية سيليا شاشيتش، حيث أحرزت كل منهما ستة أهداف، إلا أن شاشيتش حصدت الحذاء الذهبي لتفوّقها في عدد دقائق اللعب، بينما مُنحت لويد الحذاء الفضي. وقد دوّنت اسمها في التاريخ لتكون أول امرأة تسجّل هاتريك في نهائي كأس العالم، واللاعبة الوحيدة، من كلا الجنسين، التي تحقق هذا الإنجاز منذ ثلاثية جيف هيرست لإنجلترا في نهائي 1966 أمام ألمانيا الغربية في ملعب ويمبلي. ولم يُعَد هذا الإنجاز حتى أعاد كيليان مبابي تكراره مع فرنسا في نهائي مونديال 2022 ضد الأرجنتين في لوسيل، قطر. علاوة على ذلك، رُشّح هدفها الثالث لنيل جائزة بوشكاش التي يقدّمها الفيفا لأجمل هدف سنويًا. يُشار أخيرًا إلى أن لويد تبقى الوحيدة التي سجّلت ثلاثية كاملة في الوقت الأصلي لنهائي كأس العالم؛ إذ سجّل هيرست هدفين في الوقت الإضافي، ومبابي هدفًا واحدًا.

### كأس العالم 2019
سجلت لويد في أول مباراتين لها في كأس العالم 2019؛ هدفًا واحدًا ضد تايلاند وهدفين ضد تشيلي. وبالتالي، أصبحت أول لاعبة تسجل في ست مباريات متتالية في كأس العالم للسيدات.

### الوصول إلى المشاركة رقم 300، 2019-2021
بلغت لويد مشاركتها الدولية رقم 300 في العاشر من أبريل عام 2021 خلال مباراة ودية أمام منتخب السويد، لتصبح ثالث لاعبة في تاريخ المنتخب الأمريكي للسيدات تصل إلى هذا الرقم، بعد كلٍّ من كريستين ليلي وكريستي بيرس. وفي الرابع عشر من يونيو من العام نفسه، دوّنت إنجازًا آخر، حين باتت — عن عمر يناهز 38 عامًا و332 يومًا — أكبر لاعبة سنًّا تسجّل هدفًا للمنتخب الأمريكي، خلال الانتصار على جامايكا بنتيجة 4–0 على ملعب بي بي في إيه. وبهذا، تخطّت الرقم القياسي السابق المسجّل باسم كريستين ليلي، التي أحرزت هدفها الأخير وهي في سن 38 عامًا و264 يومًا.

### أولمبياد طوكيو 2020 والاعتزال
خطّت لويد سطرًا جديدًا في سجل إنجازاتها حين أحرزت هدفين خلال الفوز الأمريكي على أستراليا بنتيجة 4–3 في مباراة الميدالية البرونزية ضمن أولمبياد طوكيو 2020 في الخامس من أغسطس عام 2021، لتعتلي صدارة الهدّافات الأولمبيات في تاريخ منتخب الولايات المتحدة برصيد عشرة أهداف، متجاوزة الرقم القياسي السابق الذي كانت تحمله آبي وامباك.
وعقب ختام مشاركتها الأولمبية، أعلنت لويد اعتزالها اللعب الدولي في عام 2021. لم تغب طويلاً عن المشهد الرياضي، إذ ظهرت مطلع عام 2022 ضمن فريق "تيكبول الولايات المتحدة"، في إطار مساعيها الرامية إلى ترسيخ حضور هذه اللعبة الجديدة وجعلها رياضة أولمبية بحلول عام 2028.
وفي موازاة ذلك، أطلقت برنامجها التدريبي "عيادة CL10 لكرة القدم"، الهادف إلى تنمية المهارات الفردية لدى اللاعبين واللاعبات. كما استمر حضورها العالمي، إذ شاركت في مراسم سحب قرعة كأس العالم 2023 التي أُقيمت في مركز "أوتيا" في أوكلاند، نيوزيلندا. وفي أبريل من العام نفسه، كانت من بين الشخصيات التي شاركت في إجراء قرعة كأس العالم للرجال 2022 في الدوحة، ضمن حفل أُقيم في مركز المعارض والمؤتمرات.

### انتقادات للمنتخب الأمريكي بعد الاعتزال
أثارت كارلي لويد الجدل بتصريحاتها النقدية اللاذعة تجاه المنتخب الأمريكي للسيدات عقب اعتزالها، إذ أعربت بصراحة عن أنها "كرهت" اللعب مع الفريق خلال السنوات الأخيرة من مسيرتها، معتبرة أن الأجواء الداخلية قد باتت "سامة" عقب الفوز بكأس العالم 2015. وأشارت إلى أن اهتمام العديد من اللاعبات قد انصرف نحو تعزيز حضورهن التجاري وبناء العلامات الشخصية، على حساب التركيز على روح الانتصار الجماعي. وخلال نهائيات كأس العالم 2023، وجّهت لويد انتقادًا علنيًا للفريق بعد تأهله من دور المجموعات في المركز الثاني، عقب تعادل صعب مع البرتغال كاد يودي بحظوظه. وانتقدت ما وصفته بالمظهر غير المنضبط للاعبات عقب المباراة، قائلة: "كنّ يبتسمن ويضحكن. هذا لا يكفي." أثارت تصريحاتها موجة من ردود الفعل الحادة، سواء من اللاعبات الحاليات أو من زميلات سابقات في المنتخب. واصلت لويد لاحقًا طرح وجهات نظرها الصريحة، مشيرة إلى أن الاتحاد الأمريكي لكرة القدم لم يرد لها أبدًا أن تكون نجمة الفريق، وقالت: "هكذا يعمل العالم. لا يُسلَّط الضوء دومًا على أفضل اللاعبين، بل غالبًا على من يسهل تسويقهم."

## أسلوب اللعب
رغم ما واجهته في بداياتها من انتقادات تتعلّق بعدم الثبات وفقدان الكرة بسهولة، تطوّرت كارلي لويد مع مرور الزمن حتى غدت من أبرز لاعبات العالم، يُشاد بها لتصميمها الصلب، وقوتها الذهنية، وأخلاقيات عملها العالية. عُرفت بالمثابرة والنشاط والاجتهاد، وتميّزت بقدرتها اللافتة على التحكم بالكرة، ودقة تمريرها، فضلاً عن توازنها بين الأدوار الدفاعية والهجومية. وقد أسهمت لياقتها البدنية وقوتها الجسدية، إلى جانب مهاراتها في افتكاك الكرة وحسن التمركز، في تعزيز حضورها لاعبةً متكاملةً قادرة على دعم الفريق في مختلف مراحل اللعب. تنقّلت بين مواقع متعدّدة في خط الوسط بفضل تنوّعها التكتيكي. بدأت مشوارها في دور الوسط الدفاعي، لكنها وجدت راحتها حين انتقلت إلى مركز أكثر تحررًا خلف المهاجمين، حيث أبدعت في صناعة اللعب وقيادة الهجمات. واكتسبت شهرة واسعة بوصفها إحدى اللاعبات الحاسِمات، بفضل نزعتها لتسجيل الأهداف في اللحظات المفصلية. وقد تميّزت بقوة تسديدها، وقدرتها على التسجيل من مسافات بعيدة، فضلًا عن براعتها في إنهاء الهجمات سواء بالرأس أو بالقدم داخل منطقة الجزاء.

## الحياة الشخصية

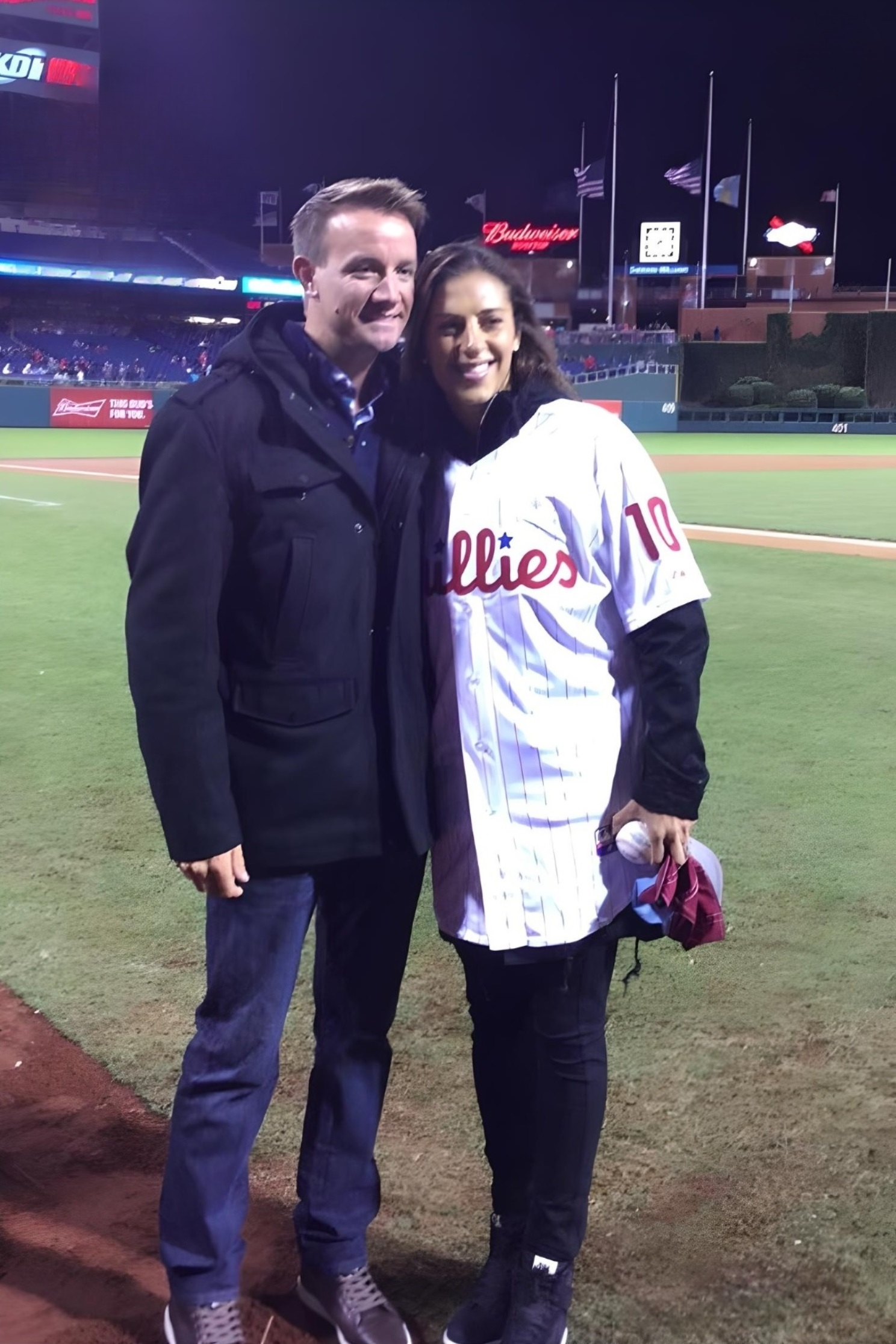
لويد وزوجها برايان هولينز.

تُقيم كارلي لويد برفقة زوجها، لاعب الغولف براين هولينز، في مدينة ميدفورد بولاية نيوجيرسي. وقد ارتبط الاثنان رسميًا في الرابع من نوفمبر عام 2016، خلال حفل أُقيم في بويرتو موريلوس بالمكسيك. أعلن الزوجان في الأول من مايو عام 2024 انتظارهما لمولودهما الأول، الذي كان متوقعًا قدومه في أكتوبر من العام نفسه. ورُزق الثنائي بطفلة في الثامن عشر من أكتوبر.

## في الثقافة الشعبية

### الإعلانات التجارية
أبرمت لويد على مدار مسيرتها عددًا من صفقات التأييد مع علامات تجارية بارزة، تقديرًا لما تمثّله من نموذج للتميّز الرياضي والاحتراف. فقد وقّعت عقدًا طويل الأمد مع شركة نايك، وكانت محور حملة دعائية عام 2011 بعنوان الضغط يصنعنا: كارلي لويد، سلطت الضوء على عزيمتها وشخصيتها الصلبة تحت وطأة التحديات. عقب تألقها اللافت في كأس العالم 2015، ظهرت لويد في إعلان تلفزيوني لشركة إكسفينيتي، كما وقّعت عقد رعاية مع شركة فيزا. وفي أغسطس من العام ذاته، شاركت في إعلان دعائي آخر لنايك بعنوان يوم الثلج، إلى جانب نجم كرة القدم الأمريكية روب غرونكوسكي وزميلتها في المنتخب سيدني ليرو. أصبحت لويد في أبريل 2016 سفيرة رسمية لعلامة لايفواي فودز التجارية، وشاركت في إعلان تلفزيوني لشركة هاينكن. كما عقدت شراكات دعائية مع متاجر وول فودز والخطوط الجوية المتحدة، حيث ظهرت في حملات ترويجية تعكس حضورها الواسع خارج الملعب. انضمت وفي يونيو 2016 إلى السباح مايكل فيلبس في حملة إعلانية لشركة كرافي جيركي، كما أبرمت صفقات تأييد مع عدد من العلامات التجارية الأخرى، منها: بيتس باي دري، وكايند، ومجموعة نيوجيرسي للتأمين.

### المجلات، التلفزيون، وألعاب الفيديو
ظهرت لويد في صفحات مجلات مرموقة مثل غلامور، وشايب، وسبورتس إليسترايتد، كما تصدّرت غلاف مجلّتي هاولر وسبورتس إليسترايتد.
كانت محور فقرة بارزة في عام 2012 على شبكة إي إس بي إن بعنوان العنوان التاسع هو ملكي: منتخب الولايات المتحدة للسيدات، التي سلطت الضوء على دورها الريادي في إرث الرياضة النسائية. كما استُضيفت لويد في سلسلة من البرامج الحوارية والإخبارية الرائدة، من بينها: صباح الخير يا أمريكا، وذا ديلي شو مع جون ستيورت، ومباشر مع كيلي ومايكل، وذا توداي شو، وآخر الليل مع سيث مايرز، وفوكس والأصدقاء، والعرض المتأخر جدا مع جيمس كوردن، ما عزز حضورها في المشهد الإعلامي العام. وفي عام 2023، شاركت في برنامج الواقع "القوات الخاصة: أصعب اختبار في العالم"، الذي اختبر حدود التحمل البدني والنفسي، لتضيف بعدًا جديدًا إلى شخصيتها الرياضية. أما على الصعيد التحليلي، فقد انضمت إلى القسم التحليلي في شبكة فوكس سبورتس في عام 2022.
كما تركت لويد بصمتها في عالم ألعاب الفيديو، إذ ظهرت في سلسلة فيفا التي تطورها شركة إي إيه سبورتس، وتحديدًا في إصدار فيفا 16، الذي شهد للمرة الأولى إدراج لاعبات ضمن اللعبة. وفي سبتمبر 2015، كرّمتها الشركة بتصنيفها أفضل لاعبة في اللعبة.

### موكب الشريط الورقي وتكريم البيت الأبيض
دخلت لويد وزميلاتها في المنتخب الأمريكي التاريخ حين أصبحن أول فريق رياضي نسائي يُحتفى به عبر موكب الشريط الورقي في مدينة نيويورك، وذلك في أعقاب تتويج الفريق بلقب كأس العالم 2015. وخلال هذا الحدث الرمزي، الذي يُعد من أرفع أشكال التكريم المدني في الولايات المتحدة، مُنحت كل لاعبة مفتاح المدينة من قِبل العمدة بيل دي بلاسيو. وفي أكتوبر من العام ذاته، واصل الفريق حصد مظاهر التقدير الوطني، حين استُقبل في البيت الأبيض بحفاوة كبيرة، حيث كرّمه الرئيس باراك أوباما.

## الإحصائيات

### الأهداف الدولية
| #   | التاريخ    | الموقع                     | الخصم               | الدقيقة | صانع الهدف       | نتيجة الهدف | النتيجة النهائية | البطولة                                       |
| --- | ---------- | -------------------------- | ------------------- | ------- | ---------------- | ----------- | ---------------- | --------------------------------------------- |
| 1   | 2006-10-01 | كارسون، كاليفورنيا         | تايبيه الصينية      | 76      | آبي وامباك       | 8–0         | 10–0             | مباراة ودية                                   |
| 2   | 2007-03-07 | شلب، البرتغال              | الصين               | 38      | ستيفاني كوكس     | 2–1         | 2–1              | كأس الغارف: المجموعة ب                        |
| 3   | 2007-03-09 | فيريراس، البرتغال          | فنلندا              | 46      | بدون صانع        | 1–0         | 1–0              | كأس الغارف: المجموعة ب                        |
| 4   | 2007-03-12 | سان أنطونيو، البرتغال      | السويد              | 44      | ستيفاني كوكس     | 2–0         | 3–2              | كأس الغارف: المجموعة ب                        |
| 5   | 2007-03-14 | سان أنطونيو، البرتغال      | الدنمارك            | 51      | بدون صانع        | 2–0         | 2–0              | كأس الغارف: النهائي                           |
| 6   | 2007-07-14 | إيست هارتفورد، كونتيكيت    | النرويج             | 66      | كريستين ليلي     | 1–0         | 1–0              | مباراة ودية                                   |
| 7   | 2007-08-12 | شيكاغو، إلينوي             | نيوزيلندا           | 34      | شانون بوكس       | 3–0         | 6–1              | مباراة ودية                                   |
| 8   | 2007-08-12 | شيكاغو، إلينوي             | نيوزيلندا           | 60      | كريستين ليلي     | 5–0         | 6–1              | مباراة ودية                                   |
| 9   | 2007-10-13 | سانت لويس، ميزوري          | المكسيك             | 84      | بدون صانع        | 5–1         | 5–1              | مباراة ودية                                   |
| 10  | 2007-10-17 | بورتلاند، أوريغون          | المكسيك             | 87      | كات وايتهل       | 4–0         | 4–0              | مباراة ودية                                   |
| 11  | 2008-03-05 | ألبوفيرا، الغارف، البرتغال | الصين               | 69      | ناتاشا كاي       | 4–0         | 4–0              | كأس الغارف: المجموعة ب                        |
| 12  | 2008-04-04 | خواريز، تشيواوا، المكسيك   | جامايكا             | 16      | آبي وامباك       | 1–0         | 6–0              | تصفيات الأولمبياد: المجموعة أ                 |
| 13  | 2008-04-13 | خواريز، تشيواوا، المكسيك   | كندا                | 107     | بدون صانع        | 1–0         | 1–1 (ر. ت. 6–5)  | تصفيات الأولمبياد: النهائي                    |
| 14  | 2008-04-27 | كاري، كارولاينا الشمالية   | أستراليا            | 91+     | بدون صانع        | 3–1         | 3–1              | مباراة ودية                                   |
| 15  | 2008-05-10 | واشنطن العاصمة             | كندا                | 63      | آبي وامباك       | 4–0         | 6–0              | مباراة ودية                                   |
| 16  | 2008-07-02 | فريدريكستاد، النرويج       | النرويج             | 52      | ناتاشا كاي       | 2–0         | 4–0              | مباراة ودية                                   |
| 17  | 2008-07-05 | سكيلفتيا، السويد           | السويد              | 39      | ليندسي تاربلي    | 1–0         | 1–0              | مباراة ودية                                   |
| 18  | 2008-08-09 | تشنهوانغداو، الصين         | اليابان             | 27      | ستيفاني كوكس     | 1–0         | 1–0              | الألعاب الأولمبية: المجموعة ز                 |
| 19  | 2008-08-21 | بكين، الصين                | البرازيل            | 96      | إيمي رودريغز     | 1–0         | 1–0              | الألعاب لبأولمبية: النهائي                    |
| 20  | 2010-03-03 | فارو، البرتغال             | ألمانيا             | 18      | بدون صانع        | 1–0         | 3–2              | كأس الغارف: النهائي                           |
| 21  | 2010-10-30 | كانكون، المكسيك            | غواتيمالا           | 55      | ضربة جزاء        | 8–0         | 9–0              | تصفيات كأس العالم: المجموعة ب                 |
| 22  | 2010-11-05 | كانكون، المكسيك            | المكسيك             | 25      | بدون صانع        | 1–1         | 1–2              | تصفيات كأس العالم: نصف النهائي                |
| 23  | 2011-01-21 | تشونغتشينغ، الصين          | السويد              | 11      | لورين شيناي      | 1–0         | 1–2              | بطولة الأمم الأربعة                           |
| 24  | 2011-01-25 | تشونغتشينغ، الصين          | الصين               | 31      | توبين هيث        | 1–0         | 2–0              | بطولة الأمم الأربعة                           |
| 25  | 2011-03-04 | سان أنطونيو، البرتغال      | النرويج             | 63      | ميغان رابينو     | 2–0         | 2–0              | كأس الغارف: المجموعة أ                        |
| 26  | 2011-03-07 | قورطيرة، الرتغال           | فنلندا              | 13      | توبين هيث        | 2–0         | 4–0              | كأس الغارف: المجموعة أ                        |
| 27  | 2011-03-09 | فارو، البرتغال             | آيسلندا             | 10      | إيمي رودريغز     | 1–0         | 4–2              | كأس الغارف: النهائي                           |
| 28  | 2011-07-02 | سينسهايم، ألمانيا          | كولومبيا            | 57      | ستيفاني كوكس     | 3–0         | 3–0              | كأس العالم: المجموعة ج                        |
| 29  | 2012-01-20 | فانكوفر، كندا              | جمهورية الدومينيكان | 5       | آبي وامباك       | 2–0         | 14–0             | تصفيات الأولمبياد: المجموعة ب                 |
| 30  | 2012-01-22 | فانكوفر، كندا              | غواتيمالا           | 33      | كيلي أوهارا      | 5–0         | 13–0             | تصفيات الأولمبياد: المجموعة ب                 |
| 31  | 2012-01-24 | فانكوفر، كندا              | المكسيك             | 7       | راكيل بوهلر      | 1–0         | 4–0              | تصفيات الأولمبياد: المجموعة ب                 |
| 32  | 2012-01-24 | فانكوفر، كندا              | المكسيك             | 57      | لورين شيناي      | 3–0         | 4–0              | تصفيات الأولمبياد: المجموعة ب                 |
| 33  | 2012-01-24 | فانكوفر، كندا              | المكسيك             | 86      | راكيل بوهلر      | 4–0         | 4–0              | تصفيات الأولمبياد: المجموعة ب                 |
| 34  | 2012-01-27 | فانكوفر، كندا              | كوستاريكا           | 72      | آبي وامباك       | 2–0         | 3–0              | تصفيات الأولمبياد: نصف النهائي                |
| 35  | 2012-02-29 | لاغوس، البرتغال            | الدنمارك            | 76      | لورين شيناي      | 3–0         | 5–0              | كأس الغارف: المجموعة ب                        |
| 36  | 2012-04-03 | تشيبا، اليابان             | البرازيل            | 18      | راكيل بوهلر      | 1–0         | 3–0              | كأس تحدي كيرين                                |
| 37  | 2012-07-25 | غلاسكو، إسكتلندا           | فرنسا               | 56      | ميغان رابينو     | 3–2         | 4–2              | الألعاب الأولمبية: المجموعة ز                 |
| 38  | 2012-07-28 | غلاسكو، إسكتلندا           | كولومبيا            | 77      | ميغان رابينو     | 3–0         | 3–0              | الألعاب الأولمبية: المجموعة ز                 |
| 39  | 2012-08-09 | لندن، إنجلترا              | اليابان             | 8       | أليكس مورغان     | 1–0         | 2–1              | الألعاب الأولمبية: النهائي                    |
| 40  | 2012-08-09 | لندن، إنجلترا              | اليابان             | 54      | ميغان رابينو     | 2–0         | 2–1              | الألعاب الأولمبية: النهائي                    |
| 41  | 2012-09-01 | روتشستر، نيويورك           | كوستاريكا           | 84      | بدون صانع        | 7–0         | 8–0              | مباراة ودية                                   |
| 42  | 2012-12-08 | ديترويت، ميشيغان           | الصين               | 50      | توبين هيث        | 1–0         | 2–0              | مباراة ودية                                   |
| 43  | 2012-12-12 | هيوستن، تكساس              | الصين               | 62      | ميغان رابينو     | 2–0         | 4–0              | مباراة ودية                                   |
| 44  | 2013-06-15 | فوكسبورو، ماساتشوستس       | كوريا الجنوبية      | 57      | هيذر أورايلي     | 3–1         | 4–1              | مباراة ودية                                   |
| 45  | 2013-10-20 | سان أنطونيو، تكساس         | أستراليا            | 14      | بدون صانع        | 2–0         | 4–0              | مباراة ودية                                   |
| 46  | 2013-10-27 | سان فرانسيسكو، كاليفورنيا  | نيوزيلندا           | 12      | بدون صانع        | 2–0         | 4–1              | مباراة ودية                                   |
| 47  | 2014-02-08 | بوكا راتون، فلوريدا        | روسيا               | 29      | هيذر أورايلي     | 1–0         | 7–0              | مباراة ودية                                   |
| 48  | 2014-02-08 | بوكا راتون، فلوريدا        | روسيا               | 37      | ستيفاني كوكس     | 3–0         | 7–0              | مباراة ودية                                   |
| 49  | 2014-04-10 | سان دييغو، كاليفورنيا      | الصين               | 20      | لورين هوليداي    | 1–0         | 3–0              | مباراة ودية                                   |
| 50  | 2014-04-10 | سان دييغو، كاليفورنيا      | الصين               | 23      | بدون صانع        | 2–0         | 3–0              | مباراة ودية                                   |
| 51  | 2014-08-20 | كاري، كارولاينا الشمالية   | سويسرا              | 56      | ضربة جزاء        | 2–0         | 4–1              | مباراة ودية                                   |
| 52  | 2014-10-17 | شيكاغو، إلينوي             | غواتيمالا           | 46      | سيدني ليرو       | 2–0         | 5–0              | تصفيات كأس العالم: المجموعة أ                 |
| 53  | 2014-10-20 | واشنطن العاصمة             | هايتي               | 9       | بدون صانع        | 1–0         | 6–0              | تصفيات كأس العالم: المجموعة أ                 |
| 54  | 2014-10-24 | تشيستر، بنسلفانيا          | المكسيك             | 6       | توبين هيث        | 1–0         | 3–0              | تصفيات كأس العالم: نصف النهائي                |
| 55  | 2014-10-24 | تشيستر، بنسلفانيا          | المكسيك             | 30      | ضربة جزاء        | 2–0         | 3–0              | تصفيات كأس العالم: نصف النهائي                |
| 56  | 2014-10-26 | تشيستر، بنسلفانيا          | كوستاريكا           | 17      | آبي وامباك       | 2–0         | 6–0              | تصفيات كأس العالم/بطولة الكونكاكاف: النهائي   |
| 57  | 2014-12-10 | برازيليا، البرازيل         | الصين               | 23      | ميغان رابينو     | 1–0         | 1–1              | بطولة برازيليا                                |
| 58  | 2014-12-14 | برازيليا، البرازيل         | البرازيل            | 6       | توبين هيث        | 1–0         | 2–3              | بطولة برازيليا                                |
| 59  | 2014-12-18 | برازيليا، البرازيل         | الأرجنتين           | 30      | مورغان براين     | 3–0         | 7–0              | بطولة برازيليا                                |
| 60  | 2014-12-18 | برازيليا، البرازيل         | الأرجنتين           | 44      | لوري شالوبني     | 5–0         | 7–0              | بطولة برازيليا                                |
| 61  | 2014-12-18 | برازيليا، البرازيل         | الأرجنتين           | 47      | هيذر أورايلي     | 6–0         | 7–0              | بطولة برازيليا                                |
| 62  | 2015-03-04 | سان أنطونيو، البرتغال      | النرويج             | 43      | كريستين برس      | 1–1         | 2–1              | كأس الغارف: المجموعة ب                        |
| 63  | 2015-03-04 | سان أنطونيو، البرتغال      | النرويج             | 62      | ضربة جزاء        | 2–1         | 2–1              | كأس الغارف: المجموعة ب                        |
| 64  | 2015-06-23 | إدمونتون، كندا             | كولومبيا            | 66      | ضربة جزاء        | 2–0         | 2–0              | كأس العالم: دور الـ16                         |
| 65  | 2015-06-26 | أوتاوا، كندا               | الصين               | 51      | جولي جونستون     | 1–0         | 1–0              | كأس العالم: ربع النهائي                       |
| 66  | 2015-06-30 | مونتريال، كندا             | ألمانيا             | 69      | ضربة جزاء        | 1–0         | 2–0              | كأس العالم: نصف النهائي                       |
| 67  | 2015-07-05 | فانكوفر، كندا              | اليابان             | 3       | ميغان رابينو     | 1–0         | 5–2              | كأس العالم: النهائي                           |
| 68  | 2015-07-05 | فانكوفر، كندا              | اليابان             | 5       | بدون صانع        | 2–0         | 5–2              | كأس العالم: النهائي                           |
| 69  | 2015-07-05 | فانكوفر، كندا              | اليابان             | 16      | بدون صانع        | 4–0         | 5–2              | كأس العالم: النهائي                           |
| 70  | 2015-08-19 | تشاتانوغا، تينيسي          | كوستاريكا           | 7       | بدون صانع        | 1–0         | 7–2              | مباراة ودية                                   |
| 71  | 2015-08-19 | تشاتانوغا، تينيسي          | كوستاريكا           | 20      | ميغان رابينو     | 4–0         | 7–2              | مباراة ودية                                   |
| 72  | 2015-09-17 | ديترويت، ميشيغان           | هايتي               | 6       | كريستال دان      | 1–0         | 5–0              | مباراة ودية                                   |
| 73  | 2015-09-17 | ديترويت، ميشيغان           | هايتي               | 37      | ضربة جزاء        | 3–0         | 5–0              | مباراة ودية                                   |
| 74  | 2015-09-17 | ديترويت، ميشيغان           | هايتي               | 69      | لورين هوليداي    | 4–0         | 5–0              | مباراة ودية                                   |
| 75  | 2015-09-20 | برمنغهام، ألاباما          | هايتي               | 16      | ضربة جزاء        | 2–0         | 8–0              | مباراة ودية                                   |
| 76  | 2015-09-20 | برمنغهام، ألاباما          | هايتي               | 22      | كريستال دان      | 4–0         | 8–0              | مباراة ودية                                   |
| 77  | 2015-09-20 | برمنغهام، ألاباما          | هايتي               | 39      | ميغان رابينو     | 5–0         | 8–0              | مباراة ودية                                   |
| 78  | 2015-10-21 | سياتل، واشنطن              | البرازيل            | 85      | ميغان كلينغنبرغ  | 1–1         | 1–1              | مباراة ودية                                   |
| 79  | 2015-12-10 | سان أنطونيو، تكساس         | ترينيداد وتوباغو    | 22      | ضربة جزاء        | 1–0         | 6–0              | مباراة ودية                                   |
| 80  | 2016-01-23 | سان دييغو، كاليفورنيا      | جمهورية أيرلندا     | 6       | أليكس مورغان     | 1–0         | 5–0              | مباراة ودية                                   |
| 81  | 2016-01-23 | سان دييغو، كاليفورنيا      | جمهورية أيرلندا     | 22      | أليكس مورغان     | 2–0         | 5–0              | مباراة ودية                                   |
| 82  | 2016-01-23 | سان دييغو، كاليفورنيا      | جمهورية أيرلندا     | 28      | بدون صانع        | 3–0         | 5–0              | مباراة ودية                                   |
| 83  | 2016-02-10 | فريسكو، تكساس              | كوستاريكا           | 9       | ضربة جزاء        | 2–0         | 5–0              | تصفيات الأولمبياد: المجموعة أ                 |
| 84  | 2016-02-13 | فريسكو، تكساس              | المكسيك             | 80      | بدون صانع        | 1–0         | 1–0              | تصفيات الأولمبياد: المجموعة أ                 |
| 85  | 2016-02-15 | فريسكو، تكساس              | بورتوريكو           | 18      | ضربة جزاء        | 2–0         | 10–0             | تصفيات الأولمبياد: المجموعة أ                 |
| 86  | 2016-02-19 | هيوستن، تكساس              | ترينيداد وتوباغو    | 43      | مورغان براين     | 3–0         | 5–0              | تصفيات الأولمبياد: نصف النهائي                |
| 87  | 2016-04-06 | إيست هارتفورد، كونتيكت     | كولومبيا            | 39      | مالوري بيو       | 4–0         | 7–0              | مباراة ودية                                   |
| 88  | 2016-07-23 | كنساس سيتي، كنساس          | كوستاريكا           | 45+6    | بيكي ساوربورن    | 3–0         | 4–0              | مباراة ودية                                   |
| 89  | 2016-08-03 | بيلو هوريزونتي، البرازيل   | نيوزيلندا           | 9       | توبين هيث        | 1–0         | 2–0              | الألعاب الأولمبية: المجموعة ز                 |
| 90  | 2016-08-06 | بيلو هوريزونتي، البرازيل   | فرنسا               | 63      | توبين هيث        | 1–0         | 1–0              | الألعاب الأولمبية: المجموعة ز                 |
| 91  | 2016-09-15 | كولومبوس، أوهايو           | تايلاند             | 1       | هيذر أورايلي     | 1–0         | 9–0              | مباراة ودية                                   |
| 92  | 2016-09-15 | كولومبوس، أوهايو           | تايلاند             | 60      | بدون صانع        | 5–0         | 9–0              | مباراة ودية                                   |
| 93  | 2016-09-15 | كولومبوس، أوهايو           | تايلاند             | 81      | ليندسي هوران     | 7–0         | 9–0              | مباراة ودية                                   |
| 94  | 2016-09-18 | أتلانتا، جورجيا            | هولندا              | 35      | توبين هيث        | 1–1         | 3–1              | مباراة ودية                                   |
| 95  | 2016-10-23 | مينيابوليس، مينيسوتا       | سويسرا              | 25      | كيلي أوهارا      | 1–1         | 5–1              | مباراة ودية                                   |
| 96  | 2016-10-23 | مينيابوليس، مينيسوتا       | سويسرا              | 51      | بدون صانع        | 2–1         | 5–1              | مباراة ودية                                   |
| 97  | 2017-04-09 | هيوستن، تكساس              | روسيا               | 20      | ضربة جزاء        | 1–0         | 5–1              | مباراة ودية                                   |
| 98  | 2017-11-12 | سان خوسيه، كاليفورنيا      | كندا                | 80      | أليكس مورغان     | 3–1         | 3–1              | مباراة ودية                                   |
| 99  | 2018-04-05 | جاكسونفيل، فلوريدا         | المكسيك             | 54      | ليندسي هوران     | 4–0         | 4–1              | مباراة ودية                                   |
| 100 | 2018-04-08 | هيوستن، تكساس              | المكسيك             | 34      | أليكس مورغان     | 3–2         | 6–2              | مباراة ودية                                   |
| 101 | 2018-09-04 | سان خوسيه، كاليفورنيا      | تشيلي               | 47      | توبين هيث        | 3–0         | 4–0              | مباراة ودية                                   |
| 102 | 2018-09-04 | سان خوسيه، كاليفورنيا      | تشيلي               | 90+3    | بدون صانع        | 4–0         | 4–0              | مباراة ودية                                   |
| 103 | 2018-10-07 | كاري، كارولاينا الشمالية   | بنما                | 23      | كريستين برس      | 1–0         | 5–0              | بطولة الكونكاكاف                              |
| 104 | 2018-10-07 | كاري، كارولاينا الشمالية   | بنما                | 29      | كيسي شورت        | 3–0         | 5–0              | بطولة الكونكاكاف                              |
| 105 | 2018-10-07 | كاري، كارولاينا الشمالية   | بنما                | 48      | روز لافيل        | 5–0         | 5–0              | بطولة الكونكاكاف                              |
| 106 | 2019-04-07 | لوس أنجلوس، كاليفورنيا     | بلجيكا              | 14      | تيرنا ديفيدسون   | 1–0         | 6–0              | مباراة ودية                                   |
| 107 | 2019-04-07 | لوس أنجلوس، كاليفورنيا     | بلجيكا              | 19      | كريستال دان      | 2–0         | 6–0              | مباراة ودية                                   |
| 108 | 2019-05-12 | سانتا كلارا، كاليفورنيا    | جنوب إفريقيا        | 90+2    | مالوري بيو       | 3–0         | 3–0              | مباراة ودية                                   |
| 109 | 2019-05-16 | سانت لويس، ميزوري          | نيوزيلندا           | 61      | توبين هيث        | 3–0         | 5–0              | مباراة ودية                                   |
| 110 | 2019-05-16 | سانت لويس، ميزوري          | نيوزيلندا           | 83      | كريستين برس      | 4–0         | 5–0              | مباراة ودية                                   |
| 111 | 2019-06-11 | رانس، فرنسا                | تايلاند             | 90+2    | أليكس مورغان     | 13–0        | 13–0             | كأس العالم: المجموعة و                        |
| 112 | 2019-06-16 | باريس، فرنسا               | تشيلي               | 11      | بدون صانع        | 1–0         | 3–0              | كأس العالم: المجموعة و                        |
| 113 | 2019-06-16 | باريس، فرنسا               | تشيلي               | 35      | تيرنا ديفيدسون   | 3–0         | 3–0              | كأس العالم: المجموعة و                        |
| 114 | 2019-08-03 | باسادينا، كاليفورنيا       | جمهورية أيرلندا     | 41      | كيلي أوهارا      | 3–0         | 3–0              | مباراة ودية                                   |
| 115 | 2019-08-29 | فيلادلفيا، بنسلفانيا       | البرتغال            | 52      | ليندسي هوران     | 3–0         | 4–0              | مباراة ودية                                   |
| 116 | 2019-09-03 | سانت بول، مينيسوتا         | البرتغال            | 22      | بدون صانع        | 1–0         | 3–0              | مباراة ودية                                   |
| 117 | 2019-09-03 | سانت بول، مينيسوتا         | البرتغال            | 32      | ضربة جزاء        | 2–0         | 3–0              | مباراة ودية                                   |
| 118 | 2019-10-06 | شيكاغو، إلينوي             | كوريا الجنوبية      | 37      | ميغان رابينو     | 1–1         | 1–1              | مباراة ودية                                   |
| 119 | 2019-11-07 | كولومبوس، أوهايو           | السويد              | 6       | كريستين برس      | 1–0         | 3–2              | مباراة ودية                                   |
| 120 | 2019-11-07 | كولومبوس، أوهايو           | السويد              | 31      | توبين هيث        | 3–0         | 3–2              | مباراة ودية                                   |
| 121 | 2019-11-10 | جاكسونفيل، فلوريدا         | كوستاريكا           | 4       | روز لافيل        | 1–0         | 6–0              | مباراة ودية                                   |
| 122 | 2020-01-28 | هيوستن، تكساس              | هايتي               | 90+3    | جولي إرتز        | 4–0         | 4–0              | تصفيات الأولمبياد: المجموعة أ                 |
| 123 | 2020-03-05 | أورلاندو، فلوريدا          | إنجلترا             | 55      | ليندسي هوران     | 2–0         | 2–0              | كأس شيبيليفز                                  |
| 124 | 2021-02-24 | أورلاندو، فلوريدا          | الأرجنتين           | 35      | كريستين ميويس    | 3–0         | 6–0              | كأس شيبيليفز                                  |
| 125 | 2021-06-13 | هيوستن، تكساس              | جامايكا             | 1       | روز لافيل        | 1–0         | 4–0              | مباراة ودية                                   |
| 126 | 2021-07-05 | إيست هارتفورد، كونيتيكت    | المكسيك             | 11      | كريستال دان      | 2–0         | 4–0              | مباراة ودية                                   |
| 127 | 2021-08-05 | كاشيما، اليابان            | أستراليا            | 45+1    | ليندسي هوران     | 3–1         | 4–3              | الألعاب الأولمبية: مباراة الميدالية البرونزية |
| 128 | 2021-08-05 | كاشيما، اليابان            | أستراليا            | 51      | بدون صانع        | 4–1         | 4–3              | الألعاب الأولمبية: مباراة الميدالية البرونزية |
| 129 | 2021-09-16 | كليفلاند، أوهايو           | باراغواي            | 4       | مالوري بيو       | 1–0         | 9–0              | مباراة ودية                                   |
| 130 | 2021-09-16 | كليفلاند، أوهايو           | باراغواي            | 6       | بدون صانع        | 2–0         | 9–0              | مباراة ودية                                   |
| 131 | 2021-09-16 | كليفلاند، أوهايو           | باراغواي            | 34      | أندي سوليفان     | 5–0         | 9–0              | مباراة ودية                                   |
| 132 | 2021-09-16 | كليفلاند، أوهايو           | باراغواي            | 38      | لين وليامز       | 6–0         | 9–0              | مباراة ودية                                   |
| 133 | 2021-09-16 | كليفلاند، أوهايو           | باراغواي            | 60      | كاتارينا ماكاريو | 8–0         | 9–0              | مباراة ودية                                   |
| 134 | 2021-09-21 | سينسيناتي، أوهايو          | باراغواي            | 78      | بدون صانع        | 7–0         | 8–0              | مباراة ودية                                   |

### الأهداف حسب الخصم
| الخصم               | عدد الأهداف |
| ------------------- | ----------- |
| المكسيك             | 12          |
| الصين               | 9           |
| كوستاريكا           | 8           |
| هايتي               | 8           |
| اليابان             | 6           |
| نيوزيلندا           | 6           |
| باراغواي            | 6           |
| النرويج             | 5           |
| السويد              | 5           |
| أستراليا            | 4           |
| الأرجنتين           | 4           |
| البرازيل            | 4           |
| تشيلي               | 4           |
| كولومبيا            | 4           |
| جمهورية أيرلندا     | 4           |
| تايلاند             | 4           |
| غواتيمالا           | 3           |
| بنما                | 3           |
| البرتغال            | 3           |
| روسيا               | 3           |
| سويسرا              | 3           |
| كندا                | 2           |
| بلجيكا              | 2           |
| الدنمارك            | 2           |
| فنلندا              | 2           |
| فرنسا               | 2           |
| ألمانيا             | 2           |
| جامايكا             | 2           |
| ترينيداد وتوباغو    | 2           |
| كوريا الجنوبية      | 2           |
| جمهورية الدومينيكان | 1           |
| إنجلترا             | 1           |
| آيسلندا             | 1           |
| هولندا              | 1           |
| بورتوريكو           | 1           |
| تايبيه الصينية      | 1           |
| جنوب إفريقيا        | 1           |
| المجموع             | 134         |

## الإنجازات
ويسترن نيويورك فلاش
- درع الدوري الوطني: 2013

مانشستر سيتي
- كأس الإتحاد الإنجليزي: 2016–17[137]

الولايات المتحدة
- كأس الغارفي: 2007، 2008، 2010، 2011، 2013، 2015
- بطولة الكونكاكاف: 2014، 2018
- بطولة الكونكاكاف الأولمبية: 2008، 2012، 2016؛[138] 2020[139]
- الميدالية الذهبية الأولمبية: 2008، 2012[140]
- الميدالية البرونزية الأولمبية: 2021[96]
- كأس العالم للسيدات: 2015، 2019[141] وصيف: 2011[142]
- كأس شيبيليفز: 2016؛[143] 2018؛[144] 2020؛[145] 2021
- دوري الأمم: 2018

جوائز فردية
- عضوة في قاعة مشاهير كرة القدم الوطنية الأمريكية: 2025[146]
- أفضل لاعبة في بطولة كأس الغارف: 2007[147]
- رياضية العام من الاتحاد الامريكي: 2008[148]
- القائمة المختصرة لجائزة أفضل لاعبة في العالم من الفيفا : 2012،[149] 2015،[150] 2016[5]
- مرشحة لجائزة بوشكاش لأفضل هدف في العالم: 2015[151]
- لاعبة الأسبوع في الدوري الوطني يوليو 2013،[152] يوليو 2014[153]
- لاعبة الشهر في الدوري الوطني: يوليو 2015[154]
- ضمن التشكيلة الثانية المثالية للدوري الوطني: 2014،[155] 2015،[156] 2018[157]
- أفضل لاعبة في الكونكاكاف: 2015[158]
- أفضل هدف في الكونكاكاف: 2015[158]
- الكرة الذهبية في كأس العالم: 2015[8]
- الحذاء الفضي في كأس العالم: 2015[8]
- ضمن التشكيلة المثالية لبطولة كأس العالم: 2015[159]
- ضمن تشكيلة الأحلام لكأس العالم: 2015[160]
- جائزة هدف البطولة في كأس العالم: 2015[161]
- جائزة رياضية العام من مؤسسة الرياضة النسائية: 2015[162]
- أفضل صانعة ألعاب في العالم من الاتحاد الدولي لتاريخ وإحصاءات كرة القدم: 2015[163]
- أفضل لاعبة في العالم من الفيفا: 2015[164][165]
- ضمن التشكيلة المثالية العالمية من فيفبرو 2015،[166] 2016،[167] 2021[168]
- أفضل لاعبة في العالم: 2016[5]
- عضوة في قاعة مشاهير ولاية نيوجيرسي: 2017
- أفضل لاعبة في الكونكاكاف خلال العقد 2011–2020 من الاتحاد الدولي لتاريخ وإحصاءات كرة القدم[169]
- ضمن فريق العقد العالمي للسيدات 2011–2020 من الاتحاد الدولي لتاريخ وإحصاءات كرة القدم[170]
- ضمن فريق العقد لمنطقة الكونكاكاف للسيدات 2011–2020 من الاتحاد الدولي لتاريخ وإحصاءات كرة القدم[171]

## أنظر أيضًا
- قائمة الفائزين والفائزات بالميداليات الأولمبية في كرة القدم
- قائمة لاعبات كرة القدم اللاتي شاركن في 100 مباراة دولية أو أكثر
- قائمة الهاتريك في كأس العالم للسيدات

## قراءة متطلعة
- Grainey, Timothy (2012), Beyond Bend It Like Beckham: The Global Phenomenon of Women's Soccer, University of Nebraska Press, (ردمك 0803240368)
- Lisi, Clemente A. (2010), The U.S. Women's Soccer Team: An American Success Story, Scarecrow Press, (ردمك 0810874164)
- Lloyd، Carli (2017). When Nobody Was Watching: My Hard-fought Journey to the Top of the Soccer World. Mariner Books. ISBN:978-1328745620.
- Solo, Hope (2012), Solo: A Memoir of Hope, Harper & Collins, (ردمك 0062136755)
- Stevens, Dakota (2011), A Look at the Women's Professional Soccer Including the Soccer Associations, Teams, Players, Awards, and More, BiblioBazaar, (ردمك 1241047464)

## روابط خارجية
- كارلي لويد على موقع سكاي بلو (مؤرشف)
- كارلي لويد على موقع هيوستن داش
- كارلي لويد على موقع ويسترن نيويورك فلاش (مؤرشف)
- كارلي لويد على موقع أتلانتا بيت (مؤرشف)
- كارلي لويد على موقع نيوجيرسي وايلدكاتس (مؤرشف)
- كارلي لويد في قاعدة بيانات الأفلام على الإنترنت